# Dancing Mothers
Dancing Mothers è un film del 1926 diretto da Herbert Brenon. Il film, interpretato da Alice Joyce, Conway Tearle e Clara Bow, fu prodotto e distribuito dalla Paramount e uscì nelle sale il primo marzo 1926. Del film esistono ancora alcune copie incomplete.

## Trama

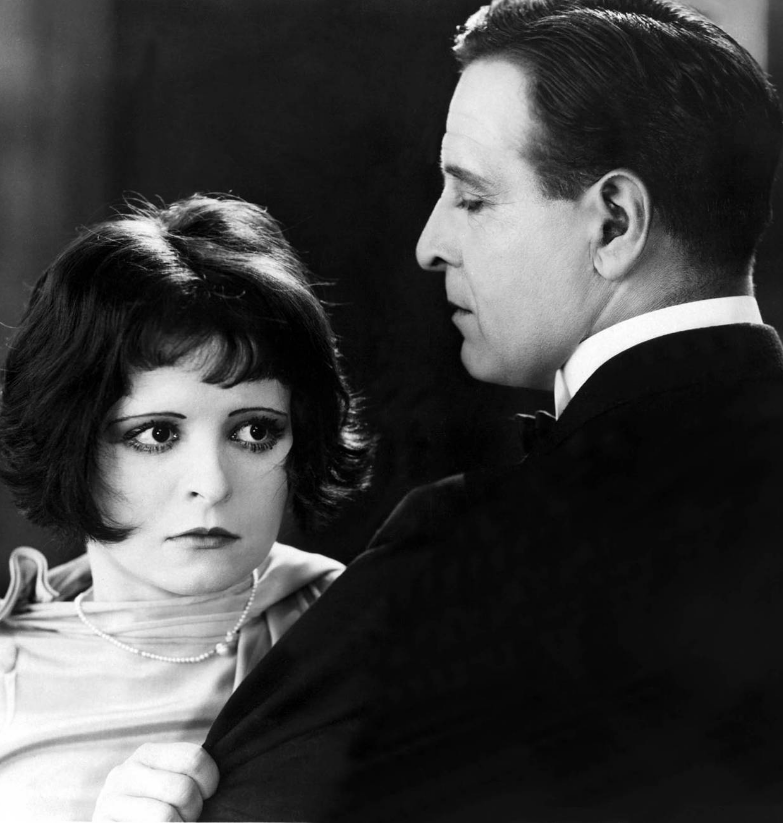
Clara Bow e Conway Tearle

Una ragazza ultra moderna dell'età del jazz, un padre che si dà alla bella vita, una madre e moglie che resta a casa ad attendere, come Cenerentola, accanto al fuoco: a un certo punto, la mamma esce dal suo romitaggio e se ne va per night club, per cercare di salvare la figlia.
Ma l'uomo per cui sua figlia vuole perdersi, conquisterà invece anche la mamma, diventando un suo devoto ammiratore e la fine della storia non è sicura: la signora accetterà o no la corte dell'uomo? Avrà la forza di lasciare il marito farfallone? Oppure perdonerà figlia e marito, ritornandosene al focolare?.

## Produzione
Prodotto dalla Famous Players-Lasky Corporation, il film fu girato nel novembre e dicembre 1925.

## Distribuzione
Il film fu distribuito dalla Paramount Pictures Corporation e venne presentato in prima al Rivoli di New York il 14 febbraio 1926. Uscì nelle sale statunitensi il primo marzo.

Del film, esistono ancora alcune copie conservate alla EmGee Film Library (da un positivo in 16 mm) e in collezioni private (da positivo in 16 mm).
Nel 2005, è uscito per la Grapevine Video un DVD nella versione di 66 minuti, distribuito insieme a At First Sight (12 minuti) - Versione tratta da una copia in 16 mm., con didascalie in inglese, accompagnamento musicale da incisioni preesistenti.
Nel 2009, è uscita una versione DVD pubblicata dalla Classic Video Streams.

### Date di uscita
IMDb
- USA	1º marzo 1926
- Finlandia	8 novembre 1926
- Portogallo	14 novembre 1927
- Germania	13 febbraio 2007	 (Berlin International Film Festival)
- USA 7 febbraio 2005 DVD
- USA 2009 DVD

Alias
- La soif de vivre	Francia
- Madres que bailan	 Spagna
- Vítima de Si Própria	Portogallo